# Teleopsis shillitoi
Teleopsis shillitoi är en tvåvingeart som beskrevs av Joaquin A. Tenorio 1969. Teleopsis shillitoi ingår i släktet Teleopsis och familjen Diopsidae. Inga underarter finns listade i Catalogue of Life.